# Gabrielle Lord
Pour les articles homonymes, voir Lord.
Gabrielle Lord, née le 26 février 1946 à Sydney, est une femme de lettres australienne, auteure de roman policier, de thriller psychologique et de littérature d'enfance et de jeunesse.

## Biographie
Gabrielle Lord fait ses études à l'université de Nouvelle-Angleterre à Armidale. Elle travaille comme enseignante et fonctionnaire auprès du Commonwealth Employment Service.
En 1980, elle publie son premier roman, Fortress. Ce roman est adapté pour la télévision en 1986, L'École de tous les dangers (Fortress)).
En 1999, avec Feeding the Demons, elle commence une série consacrée à Gemma Lincoln, détective privé spécialisé dans les assurances à Sydney. Avec le deuxième roman de cette série, Baby Did a Bad Bad Thing, elle remporte le Davitt Award (en) 2003 du meilleur roman. En 2001, dans Death Delights, elle crée un nouveau personnage, Jack McCain, un ancien détective criminel et médecin légiste à Sydney. Avec ce roman, elle est lauréate du prix Ned-Kelly 2002 du meilleur roman.
En 2010, elle écrit une série de romans pour adolescents, Conspiracy 365, adaptée dans une mini-série télévisée Conspiracy 365 (en).
En 2012, elle reçoit le Prix Ned-Kelly Lifetime Achievement.

## Œuvre

### Romans

#### SérieGemma Lincoln
- Feeding the Demons (1999),
- Baby Did a Bad Bad Thing (2002)
- Spiking the Girl (2004)
- Shattered (2007)

#### SérieJack McCain
- Death Delights (2001)
- Dirty Weekend (2005)

#### SérieConspiracy 365
- January (2010) Publié en français sous le titre Janvier, Paris, Rageot (2009)  (ISBN 978-2-7002-3408-4), réédition, Paris, Rageot, coll. « Rageot poche » (2012)  (ISBN 978-2-7002-3682-8)
- February (2010) Publié en français sous le titre Février, Paris, Rageot (2009)  (ISBN 978-2-7002-3409-1) ; réédition, Paris, Rageot, coll. « Rageot poche » (2012)  (ISBN 978-2-7002-3683-5)
- March (2010) Publié en français sous le titre Mars, Paris, Rageot (2010)  (ISBN 978-2-7002-3410-7) ; réédition, Paris, Rageot, coll. « Rageot poche » (2012)  (ISBN 978-2-7002-3684-2)
- April (2010) Publié en français sous le titre Avril, Paris, Rageot (2010)  (ISBN 978-2-7002-3411-4) ; réédition, Paris, Rageot, coll. « Rageot poche » (2013)  (ISBN 978-2-7002-3685-9)
- May (2010) Publié en français sous le titre Mai, Paris, Rageot (2010)  (ISBN 978-2-7002-3412-1) ; réédition, Paris, Rageot, coll. « Rageot poche » (2013)  (ISBN 978-2-7002-3686-6)
- June (2010) Publié en français sous le titre Juin, Paris, Rageot (2010)  (ISBN 978-2-7002-3413-8) ; réédition, Paris, Rageot, coll. « Rageot poche » (2013)  (ISBN 978-2-7002-3687-3)
- July(2010) Publié en français sous le titre Juillet, Paris, Rageot (2010)  (ISBN 978-2-7002-3414-5) ; réédition, Paris, Rageot, coll. « Rageot poche » (2013)  (ISBN 978-2-7002-3688-0)
- August (2010) Publié en français sous le titre Août, Paris, Rageot (2010)  (ISBN 978-2-7002-3415-2) ; réédition, Paris, Rageot, coll. « Rageot poche » (2013)  (ISBN 978-2-7002-3689-7)
- September (2010) Publié en français sous le titre Septembre, Paris, Rageot (2010)  (ISBN 978-2-7002-3416-9) ; réédition, Paris, Rageot, coll. « Rageot poche » (2013)  (ISBN 978-2-7002-3765-8)
- October (2010) Publié en français sous le titre Octobre, Paris, Rageot (2010)  (ISBN 978-2-7002-3745-0) ; réédition, Paris, Rageot, coll. « Rageot poche » (2013)  (ISBN 978-2-7002-3766-5)
- November (2010) Publié en français sous le titre Novembre, Paris, Rageot (2010)  (ISBN 978-2-7002-3746-7) ; réédition, Paris, Rageot, coll. « Rageot poche » (2013)  (ISBN 978-2-7002-3767-2)
- December (2010) Publié en français sous le titre Décembre, Paris, Rageot (2010)  (ISBN 978-2-7002-3747-4) ; réédition, Paris, Rageot, coll. « Rageot poche » (2013)  (ISBN 978-2-7002-3768-9)
- Revenge (2011)
- Malice (2012)

#### SérieConspiracy 365: Black Ops
- Missing (2013)
- Hunted (2013)
- Endgame (2013)

#### Série48 Hours
- The Vanishing (2017)

#### Autres romans
- Fortress (1980)
- Tooth and Claw (1983)
  - Bec et Ongles, Éditions Gallimard, coll. « Du monde entier » (1987)  (ISBN 2-07-070436-X)
- Jumbo (1986)
- Salt (1990)
- Whipping Boy (1992)
- Bones (1995)
- The Sharp End (1998)
- Monkey Undercover (2006)
- Dishonour (2014)

## Prix et distinctions

### Prix
- Prix Ned-Kelly 2002 du meilleur roman pour Death Delights[1]
- Davitt Award (en) 2003 du meilleur roman pour Baby Did a Bad Thing
- Prix Ned-Kelly Lifetime Achievement 2012[1]

### Nominations
- Prix Ned-Kelly 1999 du meilleur premier roman pour The Sharp End[1]
- Prix Ned-Kelly 2003 du meilleur roman pour Baby Did a Bad Bad Thing[1]
- Prix Ned-Kelly 2005 du meilleur roman pour Spiking the Girl[1]

## Adaptations
- 1986 : L'École de tous les dangers (Fortress), téléfilm australien réalisé par Arch Nicholson, adaptation du roman éponyme
- 1996 : Whipping Boy, film australien réalisé par Di Drew, adaptation du roman éponyme